# Glucosio-6-fosfato

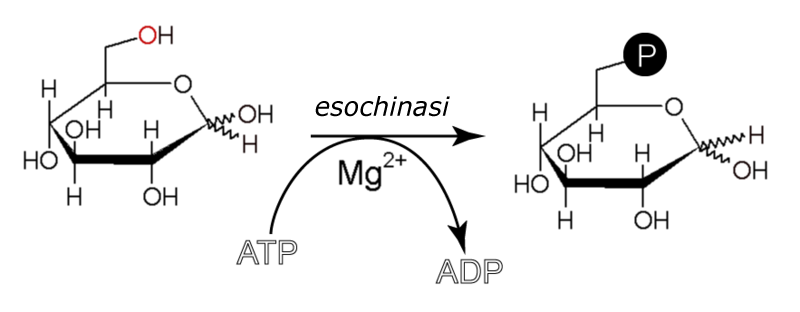
La sintesi di glucosio-6-fosfato (prima tappa della glicolisi), ad opera dell'enzima esochinasi

Il glucosio-6-fosfato (G6P o α-D-glucosio-6-fosfato) è un estere del glucosio ottenuto con l'aggiunta di acido fosforico (glucosio fosforilato su carbonio 6).

## Importanza biologica
Questo composto è molto comune nelle cellule (la maggior parte del glucosio al loro interno viene fosforilata in questo modo).
La sua presenza è importante soprattutto all'interno delle cellule sottoposte a stress ossidativo, primo tra tutti l'eritrocita, poiché garantisce adeguati livelli di NADPH per mantenere sotto controllo lo stato redox della cellula. Nei soggetti in cui è deficitario insorge, infatti, un'enzimopatia responsabile delle sindromi ematiche conseguenti all’assunzione di particolari farmaci, quali quelli anti-malarici e la primachina, in grado di indurre la produzione di radicali liberi. Questi ultimi producono la comparsa di metemoglobina e alterano la membrana cellulare degli eritrociti, provocandone la loro successiva lisi.
A causa della sua importanza per quanto riguarda la chimica cellulare, il G6P ha molti destini possibili all'interno della cellula. Il glucosio presente nel sangue entra nelle cellule attraverso la membrana plasmatica e viene immediatamente fosforilato sul carbonio 6 (la fosforilazione è un processo chimico che comporta l'aggiunta di un gruppo fosfato) dall'enzima esochinasi. Una volta fosforilato, può essere indirizzato verso tre vie metaboliche. La prima, presente in tutte le cellule, è la via della glicolisi che è deputata alla produzione di ATP; la seconda, è la via dei pentoso fosfati (utile alla cellula per produrre il ribosio-5-fosfato ed il NADP ridotto); la terza, presente solo nel fegato e nei muscoli, è la via della glicogeno sintesi che porta alla formazione rispettivamente del glicogeno epatico e del glicogeno muscolare ed è utile come riserva di glucosio nei casi di necessità cellulare.

## Le tre vie del glucosio-6-fosfato

### Glicolisi
Il G6P  è un intermedio metabolico della glicolisi, la via catabolica del glucosio. La cellula ha bisogno di energia per sopravvivere (spesso ottenuta sotto forma di ATP),  dunque, una volta fosforilato il glucosio attraverso l'esochinasi e ottenuto il G6P, attraverso la fosfogluco isomerasi, viene ancora una volta trasformato in fruttosio-6-fosfato (F6P). Questa reazione che converte il glucosio 6-fosfato a fruttosio 6-fosfato, avviene in preparazione per la fosforilazione in fruttosio-1,6-bisfosfato. L'aggiunta del secondo gruppo fosforile per produrre fruttosio 1,6-bisfosfato è un passo irreversibile, e quindi è utilizzato per indirizzare irreversibilmente l'energia liberata della rottura dei legami interni al glucosio-6-fosfato per fornire energia per la produzione di ATP.

### Via dei pentoso fosfati
È una via catabolica che si dirama a partire dal G6P dalla glicolisi e che serve soprattutto per produrre NADPH e ribosio-5-fosfato. In questa seconda via il G6P viene ossidato attraverso l'enzima glucosio-6-fosfato deidrogenasi (enzima segnapasso della via) che consuma NADP+ e produce NADPH + H+. Attraverso poi successive reazioni si otterrà anche il ribosio-5-fosfato.

### Glicogeno sintesi
Come la via sopra citata, anch'essa si dirama dalla glicolsi a partire dal G6P. Essa infatti partendo dal G6P forma il glucosio-1-fosfato o G1P (glucosio fosforilato su carbonio 1). Quest'ultimo poi attraverso l'UDP-glucosiopirofosfato ed il consumo di UTP forma l'UDP-glucosio, il quale, ancora una volta, attraverso la glicogeno sintasi, forma il glicogeno (forma nella quale viene conservato il glucosio nelle cellule).